# جويل كينغ (لاعب كرة قدم)
جويل كينغ (مواليد 30 أكتوبر 2000) هو لاعب كرة قدم أسترالي يلعب في مركز الظهير الأيسر في نادي أودنسه.

## روابط خارجية
- جويل كينغ (لاعب كرة قدم) على موقع قاعدة بيانات كرة القدم.إي يو (الإنجليزية)
- جويل كينغ (لاعب كرة قدم) على موقع ناشيونال فوتبول تيمز (الإنجليزية)
- جويل كينغ (لاعب كرة قدم) على موقع Soccerway.com (الإنجليزية)
- جويل كينغ (لاعب كرة قدم) على موقع عالم كرة القدم.نت (الإنجليزية)
- جويل كينغ (لاعب كرة قدم) على موقع أوليمبيديا (الإنجليزية)